# Rhodamnia dumicola
Rhodamnia dumicola är en myrtenväxtart som beskrevs av Gordon P. Guymer och L.W. Jessup. Rhodamnia dumicola ingår i släktet Rhodamnia och familjen myrtenväxter.
Artens utbredningsområde är Queensland. Inga underarter finns listade i Catalogue of Life.